# تسخیر (فیلم ۲۰۰۹)
تسخیر (انگلیسی: Possession) فیلمی در ژانر مهیج است که در سال ۲۰۰۹ منتشر شد. از بازیگران آن می‌توان به سارا میشل گلر، لی پیس، مایکل لندز، و ویلیام بی. دیویس اشاره کرد.